# 邵琮
邵琮（1433年—？），字叔璋，號慕庵，浙江杭州府仁和縣人，明朝政治人物。同進士出身。

## 生平
景泰七年（1456年）丙子科浙江鄉試第八十六名。天順四年（1460年）庚辰科會試第一百三十名，殿試登第三甲第三十九名進士。歷官四川按察司副使。

## 家族
曾祖邵尚德。祖父邵貴和。父邵惟政。子邵旭，字以升，號竹泉，官同安知縣。孫邵楩，嘉靖戊戌進士。